# Kodak Black (rapero)
Bill Kahan Kapri (Pompano Beach, Florida, 11 de Junio, 1997), conocido por su nombre artístico Kodak Black, es un rapero estadounidense.
Ha ganado reconocimiento por sus canciones No Flockin (2014), Tunnel Vission (2017), Roll in Peace (2017), Zeze (2018) o Super Gremlin (2022) entre otras. Ha tenido 42 apariciones en el Billboard hot 100, de las cuales 4 de ellas han sido en el top 10, siendo su canción "Zeze" (en colaboración con Travis Scott y Offset) la que ha alcanzando el puesto más alto con el número 2 el 27 de octubre de 2018.[cita requerida] En el Billboard 200 ha conseguido colocar 11 lanzamientos en el top 200, logrando el primer puesto del ranking en una ocasión con su proyecto Diying to live manteniendo esta posición en la semana del 29 de diciembre de 2018.[cita requerida]  Kodak Black ha colaborado con artistas como Travis Scott, XXXTENTACION, Bruno Mars, Gucci Mane, Lil Yachty, Lil Wayne o A$AP Rocky, entre otros.

## Primeros años de Vida
Kodak Black hijo de padres haitianos de nombre real Dieuson Octave (posteriormente se lo cambiaría legalmente a Bill Kahan Kapri en 2018), fue criado por su madre en el Proyecto de viviendas de Golden Acres en el estado de Florida, Kodak comenzó a interesarse por la música desde muy joven sobre todo por la música rap empezando este a rapear en edad escolar siempre buscando sitios en los que poder rapear después de la escuela. Kodak Black siempre tuvo claro que el quería ser rapero y en una entrevista declaró que el solo tenía dos opciones “o me volvía un vendedor de drogas con un arma o me dedicaba al rap”, por lo que desde muy joven y a la edad de solamente 12 años el rapero se enroló en las filas del grupo Brutal Youngzn lanzando con ellos su primera canción en 2009.

## Carrera musical

### Primeros años de carrera (2009-2016)
Después de su estancia en el grupo Brutal Youngz con los que lanzó su primer sencillo paso a formar parte del grupo local de Florida llamado The Kolyons. Hasta que en el año 2013 Kodak lanzó su primera mixtape en solitario titulada: Project Baby. En esta mixtape Kodak se empezaría a dar a conocer en Florida, pero no fue sino hasta el lanzamiento de su segunda mixtape Heart of the Projects lanzada en el año 2014 con la que Kodak Black se empezaría a dar a conocer internacionalmente. La mixtape contenía temas que posteriormente se hicieron muy conocidos como No flockin, Skrilla o Skrt. Esta última canción fue recomendada en el año 2015 por el rapero Drake y le sirvió a Kodak para tener un aumento sustancial de fama y de oyentes que le valió para firmar en el año 2016 con Atlantic Record.

### Ascenso al estrellato (2016-2018)
Antes de firmar con Atlantic en el año 2016 Kodak lanzó la mixtape Lil B.I.G. Pac, mixtape que tuvo colaboraciones con raperos como Gucci Mane o Boosie Badazz. Tras esto Kodak pasaría a formar parte del XXL freshman 2016, formato dedicado para dar promoción a artistas emergentes siendo su cypher en el que colaboraba con los artistas Lil Uzi Vert, 21 Savage, Denzel Curry y Lil Yachty el más aclamado de la historia de este formato llegando a conseguir más de 215 millones de visitas. Después de esto y una vez firmado con Atlantic Records, Kodak lanzaría en el año 2017 su primer disco de estudio Painting Pictures, un álbum que fue muy bien recibido por la crítica con algunas canciones muy reconocidas como fueron Tunnel Vision, There he go o Conscience en colaboración con Future. Más tarde ese mismo año lanzó su segundo álbum de estudio Project Baby 2, un álbum que también fue muy aclamado por la crítica llegando a ser número 2 en Billboard por sus numerosas ventas, este álbum contenía algunas de sus canciones más famosas como lo fueron Roll in peace en colaboración con XXXTENTACION, Transportin, Don’t wanna breathe o Built my legacy junto a Offset. En este momento Kodak era uno de los raperos del momento llegando a colaborar con Lil Wayne lanzando la canción Codeine Dreaming como parte del deluxe de su disco Project Baby 2.
A pesar de estar viviendo un gran momento en su carrera personal la vida e imagen del rapero fue muy salpicada por controversias hacia su persona y es que durante este tiempo el artista fue detenido y entro en prisión en diversas ocasiones lo que impidió que el rapero pudiera celebrar giras y grabar temas con regularidad por lo cual su progresión se vio estancada durante un tiempo.
En 2018 Kodak aun así lanzó el que hasta la fecha es su álbum más famoso Dying to live, este álbum tenía su canción más famosa hasta la fecha: Zeze colaborando con Offset y Travis Scott, Gnarly colaborando con Lil Pump, MoshPit junto con Juice Wrld o Calling my Spirit entre otras. Dying to live. fue el album más famoso del rapero hasta la fecha llegando a ser top 1 en el el Billboard 200

### Pequeña decadencia en su carrera y Kodak Black en la actualidad
Kodak no lanzó un nuevo álbum hasta el año 2020, año en el que lanzó el álbum Bill Israel, en el nombre del álbum hizo referencia a su cambio de nombre a Bill Kahan Kapri tras un paso por la cárcel en el que aparte del cambio de nombre abrazó el judaísmo y se convirtió a dicha religión. Este albúm no tuvo la recepció esperada a pesar de lograr ser número 42 en el Billboard 200, a pesar de la recepción Kodak tuvo algunas canciones destacadas como fueron Pimpin ain’t eazy o Spain en colaboración con Tory Lanez y Jackboy. A pesar de esto en 2022 Kodak se recuperaría de las malas ventas lanzando dos álbumes que funcionarian bien en el mercado Back for everything y Kutthroat Bill: Vol 1. Ambos álbumes fueron top 2 y top 8 respectivamente en el Billboard 200 Destacando canciones como Super Gremlin, Take you Back junto a Lil Durk o Walk.
En la actualidad Kodak ha colaborado con 6ix9ine para su canción Shaka Laka y ha publicado un nuevo álbum titulado Pistolz & Pearlz que ha tenido éxito llegando al top 19 del Billboard 200.

## Controversias
Kodak Black a lo largo de su carrera ha sido arrestado en más de una veintena de ocasiones lo que ha salpicado su carrera musical, debido a que esto ha provocado muchos periodos de irregularidad a lo largo de su carrera mezclando periodos de muchos lanzamientos musicales y periodos de completa inactividad. También Kodak ha tenido y vivido grandes controversias como cuando en 2016 se filtró un video en el estudio en el que Kodak rapeaba unas palabras en las que denigraba de gran manera a las mujeres negras lo que provocó una gran ola de críticas hacia el rapero. Otra controversia fue cuando en 2017 mientras realizaba un directo de Instagram junto al difunto rapero XXXTENTACION este último regañaba a Kodak porque no se estaba ocupando bien de su hijo, lo que provoco que los asuntos sociales estadoudineneses tuvieran que intervenir en la situación. La controversia más reciente es la vivida en 2023 y es que fue muy criticado por colaborar con 6ix9ine un rapero muy odiado en la comunidad del rap por ser tildado como un traidor hacia sus amigos.

## Discografía
- Painting Pictures (2017)[4]
- Dying to Live (2018)[4]
- Bill Israel (2020)[4]
- Back for Everything (2022)[4]
- Pistolz & Pearlz (2023)[4]